# 民族共同体
民族共同体（みんぞくきょうどうたい、ドイツ語: Volksgemeinschaft）とは、ドイツの表現で民族の共同体。元々は第一次世界大戦の期間にドイツ人が戦争に結集する用語として使用され、更にエリート主義や階級分割を打倒する意味で広まった。後にナチ党がこの用語をドイツ民族統一の意味で使用した。日本語では「Volks」の解釈により国家共同体、国民共同体などとも訳される。

## 概要
「民族共同体」(Volksgemeinschaft)は、ドイツの民族的なアイデンティティーや社会的連帯を意味する概念で、最初は1914年にドイツ社会民主党のヨハン・プレンゲらが主張していたものである。民族的連帯は、エリート主義打倒や階級分割打倒の意味となり、ドイツの政治で民主主義者とポピュリストの両方に普及した。
第一次世界大戦終結後、ヴァイマル共和政時代の期間にドイツ人が直面した経済的な破滅的状況と苦難により、「民族共同体」の語は危機終結のための改革をもたらすドイツ民族統一の必要性の認識という意味で使用されるようになった。
この語は国家社会主義ドイツ労働者党（ナチ党）による使用が最も有名で、ドイツの国家的な再生を妨害して第一次世界大戦でのドイツ敗北の原因となったとナチ党が非難する1918年の国家崩壊（ドイツ革命）をもたらした、ユダヤ人、戦争での不当利得者、マルクス主義者、第一次世界大戦の連合国などへの攻撃を正当化するために使用された。
またこの概念は、フェルディナント・テンニース の1887年の著作「ゲマインシャフトとゲゼルシャフト」（コミュニティーとソサイエティー）での理論にも使用された。しかしテンニースはドイツ社会民主党に参加しており、1932年にナチズムの台頭に反対し、アドルフ・ヒトラーが政権獲得した際には名誉教授の地位を奪われた。
1933年から1945年迄のナチス・ドイツ時代に「民族共同体」が構築されたか否かは、歴史学者の間で現在も議論が続いている。この議論は、倫理的および政治的な理由による有名な論争テーマの一つだが、ヒトラーとナチ党が「民族共同体」について語った際の曖昧さによって困難な議論となっている。

## ナチ党による使用
ドイツ帝国の最後とヴァイマル共和政の開始となった1918年のドイツ革命の後、それを生み出したヴァイマル共和主義者と社会民主主義者に対して、多くのドイツ人の間に強い敵意が存在した。1930年代のドイツや海外での複数の経済危機と、それによる多くのドイツ人の失業に直面して、敵意は不安と結合した。この状況はナチ党の人気の増大をもたらしたが、その支持者には政府が経済危機を解決することを願い、ナチ党が示した（国家社会主義の）社会主義の理念を評価した労働者達が含まれていた。勢力の増大に従って、ヒトラーは「民族」(Volk)への信仰の回復と全体性の実現を願う一方で、他の政治家をドイツ（民族）の統一を引き裂いていると非難した。
1933年に政権獲得すると、ナチ党は社会の色々な構成要素の支援獲得に努めた。民族共同体の概念は、民族的には統合され、組織的には階層化された。これには、全ドイツ民族を統一する民族的な魂の形態という神秘的な統一も含まれた。この魂は、「血と土」のドクトリンにおける、土地に関連するものとみなされた。実際には「血と土」の一つの考えは、地主と小作農民が一つの有機的な調和の中で暮らすというものだった。
ナチ党は、第一次世界大戦のドイツの英雄とされたパウル・フォン・ヒンデンブルク大統領との同盟の演出により、ナショナリストと保守主義者の間の支持を固めた。ナチ党は組織労働者の祝日であるメーデーを有給休暇として、1933年3月1日には名誉ドイツ労働者への祝祭を開催し、労働者の支持獲得を考えた。ナチ党は、ドイツはその労働者を誇りにすべきと強調した。政府は、ドイツの政権への労働者の支持を確実にするには、1918年の災難の再現回避が唯一の道と考えた。政府はまたプロパガンダを通じて、全てのドイツ人がメーデーの祭典に参加する事は、労働者とブルジョワの間の階級敵対を休止する希望となると主張した。メーデーの間は労働や労働者を賞賛する歌が国営ラジオで流され、ベルリンの航空ショーや花火が行われた。ヒトラーは、労働者はドイツの産業力を構築して戦争に立派に従事する愛国者と演説し、彼らは経済的自由主義により虐げられてきたと非難した。体制によるメーデーの祭典後は、ドイツの新聞「Berliner Morgenpost」(de)は政治的左翼の関連が増加した。階級相違廃止のシンボルとして異なった色の帽子をかぶった生徒による松明行進が行われた。
ナチ党はヴァイマル共和政の政府が始めた社会福祉政策を継続し、国家社会主義公共福祉組織を通じて貧困者や「民族的に価値のある」ドイツ人への援助にボランティアを動員した。この組織は慈善活動を監督し、ナチス・ドイツの最大の市民組織となった。成功した試みには、大家族を支援する社会活動への中流階級女性の参画がある。毎年行われた慈善募金活動である「冬季援助活動」キャンペーンは公共意識を育成するイベントとなった。

## ナチ党によるプロパガンダ

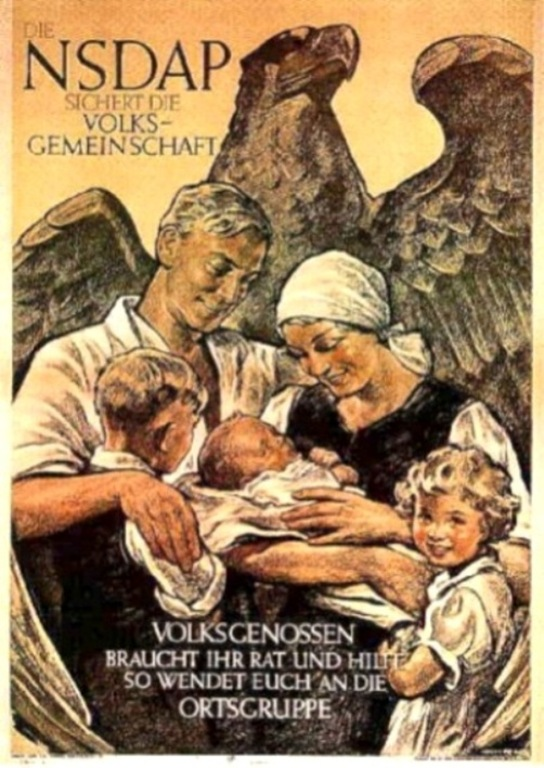
レネ・アールレが描いたプロパガンダポスター。「NSDAP（ナチ党）は民族共同体を支えている」「民族同胞はアドバイスと助けが必要ならば、地元の地区に連絡してください」

ナチ党はプロパガンダでこの新しい「民族の共同体」を多数使用し、1933年に「Volkwerdung」のイベントを行い、人々が民族共同体となるよう描いた。この「民族」(Volk)は単なる「民衆、人民」(people)ではなく彼らを統合する神秘的な魂で、プロパガンダは個人をそのために死ぬ価値のある偉大なる全体の一部として描き続けた。ナチ党の一般的なモットー「集約化されたニーズは個人の欲望より前である」は、この時代に広範な感情となった。この観点の例にはヒトラーユーゲントとドイツ女子同盟への冬季援助活動の募金推進があり、合計額は個人別ではなく支部別に報告された。冬季救援活動キャンペーンは彼らに公共心を生成する儀式として作用した。
ヒトラーは、ドイツのみではブルジョワもプロレタリアもいないと宣言した。民族共同体は、党や社会階級の区別を乗り越えるとして描かれた。階級を跨って作成された公共心は、ナチズムの重要なアピールとなった。
ミュンヘン一揆の失敗後、ヒトラーは従来の反ユダヤ主義を抑制して、民族(Volk)の利益と、民族を救済する大胆な行動の必要性について考えを集中した。ヴェルサイユ体制は、彼らが救済したいドイツを裏切ったと考えた。その後のヒトラーの演説は、単なる反ユダヤ主義の排除ではなく、民族への無限の執着に集中した。政権獲得直後には、ドイツの救済の演説を行った。ドイツ国会議事堂放火事件が、反共産主義と反ユダヤ主義の暴力の正当化に使用される一方で、ヒトラー自身はドイツの新しい生命、誇り、統一について語った。長いナイフの夜が正当化された時も同様であった。ヨーゼフ・ゲッベルスはこの事件後のヒトラーを、「悲劇的な孤独」に襲われ、ジークフリートのようにドイツを守るために血を流す事を強いられている、と記した。
この民族(Volk)への固執は、ナチのプロパガンダに共通した。例えば突撃隊のリーダーは、粗野だからこそ単純で強く、民衆に正直な人間として描かれた。突撃隊は時として、民族的なマナーの表明と説明された。ホルスト・ヴェッセルの生涯の一部は、映画「Hans Westmar」(en)でフィクション化され、共産主義者との暴力的な衝突、彼の階級和解の説得、彼の死による学生や労働者の団結、などが描かれた。この改変は、突撃隊による過去の暴力的、反抗的、対立的な過去は、ナチスが公権力を握ったドイツでは、共同体的な組織に変革されなければならない、という突撃隊への宣伝でもあった。
このような団結はナチスのプロパガンダで正当化され、ナチスの誇るべき目標はドイツ民衆の団結である、とされた。また、団結した意思を持つ社会では、一党制の国家が必要と正当化され、ヒトラーは「民族の意思」は民主主義よりも直接的であると位置づけた。イギリスを金権政治と攻撃する際も、自分の民族に参加できるドイツ人は、イギリス人よりも自由であると強調された。
法学者のカール・シュミットは、彼のパンフレット「国家、民族と運動」で、「ユダヤ」や「非アーリア人」の語はほとんど使用しなかったが、民衆の同質性と「民族共同体」を賞賛することで、政治的な生活からのユダヤ排斥を評価した。強制的同一化には不十分であったが、ドイツ人を純潔にすべきというナチスの原理は続いた。
心理学の分野では、カール・グスタフ・ユングの「集合的無意識」が、公共的要素があるとして、ジークムント・フロイトの概念よりも好まれた。
「民族共同体」は第二次世界大戦中の映画では、社会の全階層が団結して戦争に当たる銃後の守りとしても描かれ、ナチス時代では「偉大な愛」(en:Die große Liebe)と「希望音楽会」(en:Wunschkonzert)の2作が特に有名となった。「希望音楽会」は、後に映画をベースにしたラジオショーとなり、放送された音楽によって非常に普及し、兵士からの多数のリクエストが寄せられた。